# 罗西·斯蒂芬森-戈德奈特
罗西·戈基奇·斯蒂芬森-戈德奈特女爵士（英語：Dame Rosie Gojich Stephenson-Goodknight，1953年12月5日—），维基百科賬号Rosiestep，美国维基百科编辑，著名事迹是成立项目增加提升女性传记条目数量和质量，解决维基百科的性别偏误，迄今贡献了数千条新条目，于2016年获提名为年度维基人。2018年5月，她获颁塞尔维亚骑士荣誉。2021年1月获选维基媒体基金会董事。

## 早年
斯蒂芬森-戈德奈特是塞尔维亚后裔，祖母是南斯拉夫女子大学主席、女性主义者宝琳娜·勒布·阿尔巴拉，祖父是外科医生、锡安主义领导人大卫·阿尔巴拉，曾任贝尔格莱德塞法迪犹太人社群主席。她小时候就对世界文化产生了浓厚的兴趣，但父亲不鼓励她从事人类学的工作，因此她改攻读工商管理碩士。

## 编写维基百科

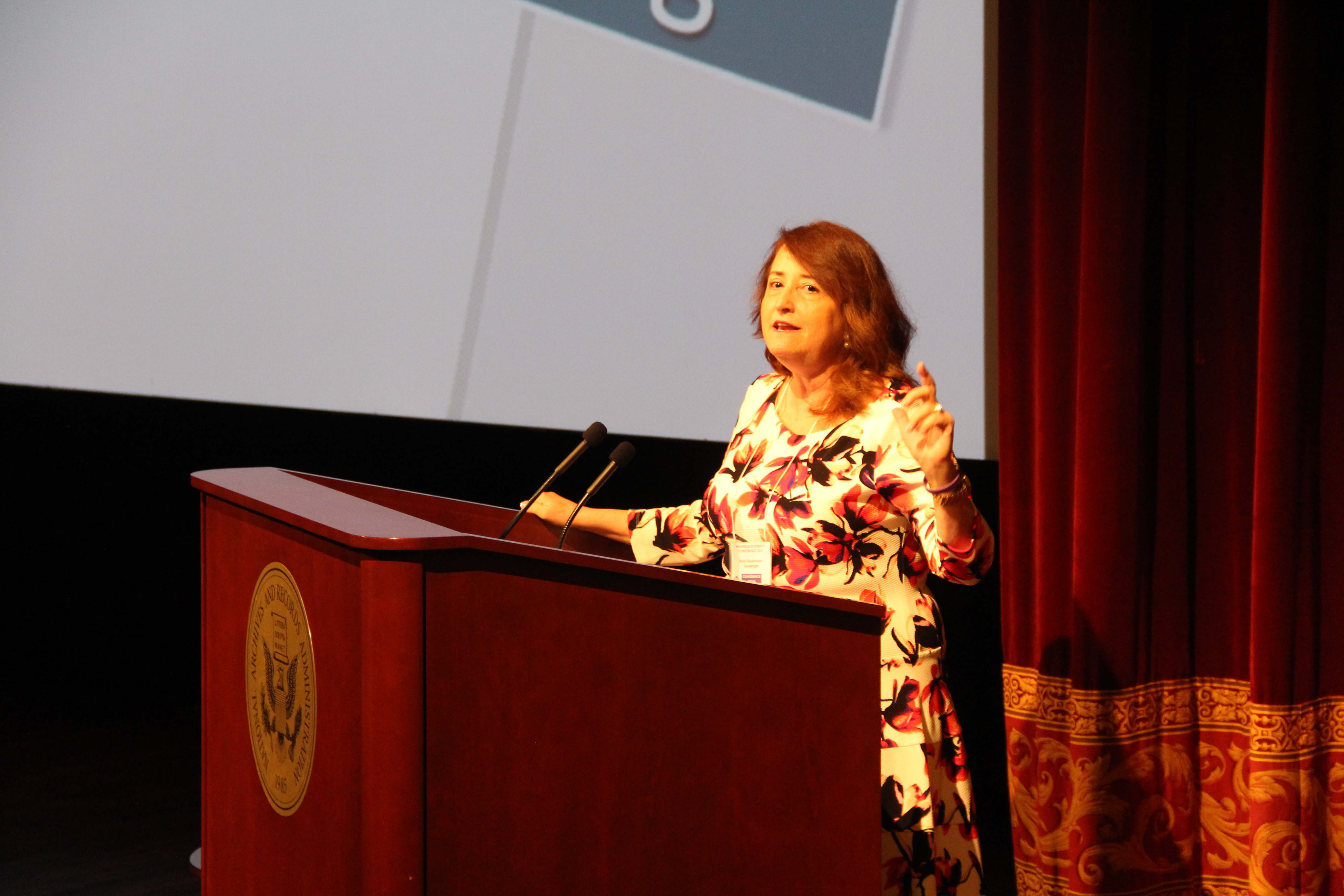
2016年出席在华盛顿特区举办的维基百科多样化大会

斯蒂芬森-戈德奈特2007年开始编辑维基百科。当时他儿子编辑了一篇他与和平队在当地共事的乌克兰城镇条目，便告诉母亲维基百科人人可编辑。当年晚些时候，她在寻找美国图书联盟出版的书籍时，发现维基百科缺乏相关的信息，于是开始编辑。她称受了瑪格麗特·米德的影响，认为百科全书是人类学的合适出路：
|  | 你们有些人知道我是一位深藏不露的文化人类学家。我想过追随玛格丽特·米德的组建，在巴纳德（我母亲的母校）学习文化人类学，跟玛格丽特一样。我想去巴布亚新几内亚，研究那的人们，就像玛格丽特一样。但我的父亲不允许我进人类学专业——他希望我在大学能学一些更有用的东西。所以，几年后，我过上了扶手椅文化人类学家的生活，写戈里巴里岛和岛上食人族的故事。那些有着不切实际的梦想的女孩子们，这篇条目是写给你们的。 |

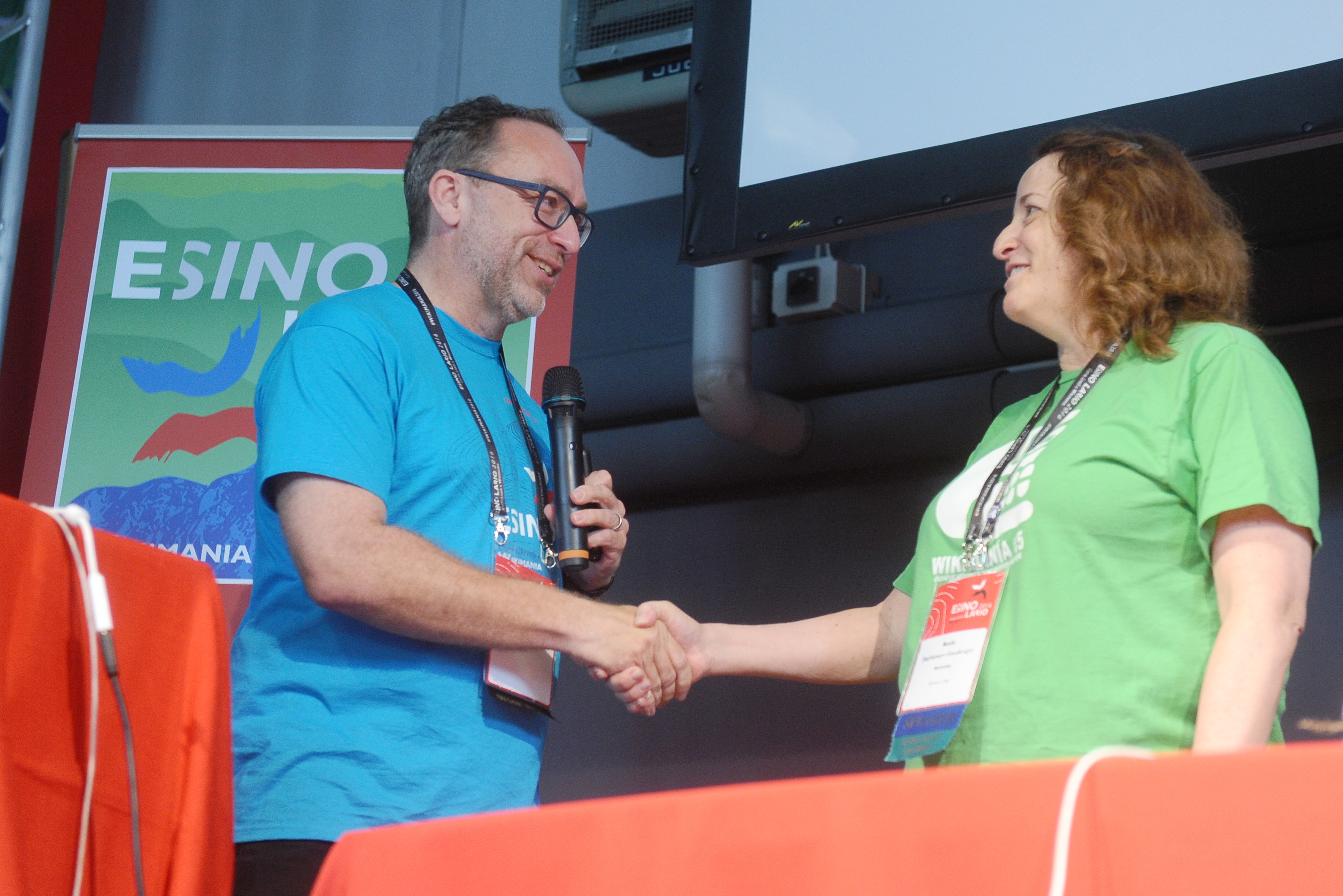
在2016年维基媒体国际会议上与维基百科联合创始人吉米·威爾斯的合影

斯蒂芬森-戈德奈特创建地理、建筑及各类传记条目长达数年，但最近集中在女性传记上。到2013年斯蒂芬森-戈德奈特因给维基百科写了3000多条新条目，登上《赫芬顿邮报》英国版。当时，她有1000条条目登上了维基百科首页的“你知道吗？”栏目。截至2016年，她创建了4000多条新条目，编辑次数超过10万次。2016年，吉米·威尔斯提名她和埃米莉·坦普爾-伍德为年度维基人。据称，她获奖时已经有1300多条条目登上维基百科的“你知道吗？”栏目。她也跟其他人创建了女性维基专题、女性作家维基专题和当红女性专题。这些专题将维基百科上女性条目的占比从15.5%提高到16.35%。2016年4月，她参与了“艺术与女权主义维基百科编辑马拉松”等相关项目。
斯蒂芬森-戈德奈特认为，只要人们愿意去搜索，就有能写出更丰富条目的信息。她还认为女性可以为维基百科作出更大的贡献：“维基百科就需要你们这些女性编辑，需要你们独特的才能、兴趣和在讨论页上的语气。没有你们，性别失衡和系统性偏见就会在维基百科继续。”
2020年1月23日，英文维基百科宣布斯蒂芬森-戈德奈特为第600万条条目玛丽亚·艾莉丝·特纳·劳德的作者。

## 奖项与荣誉

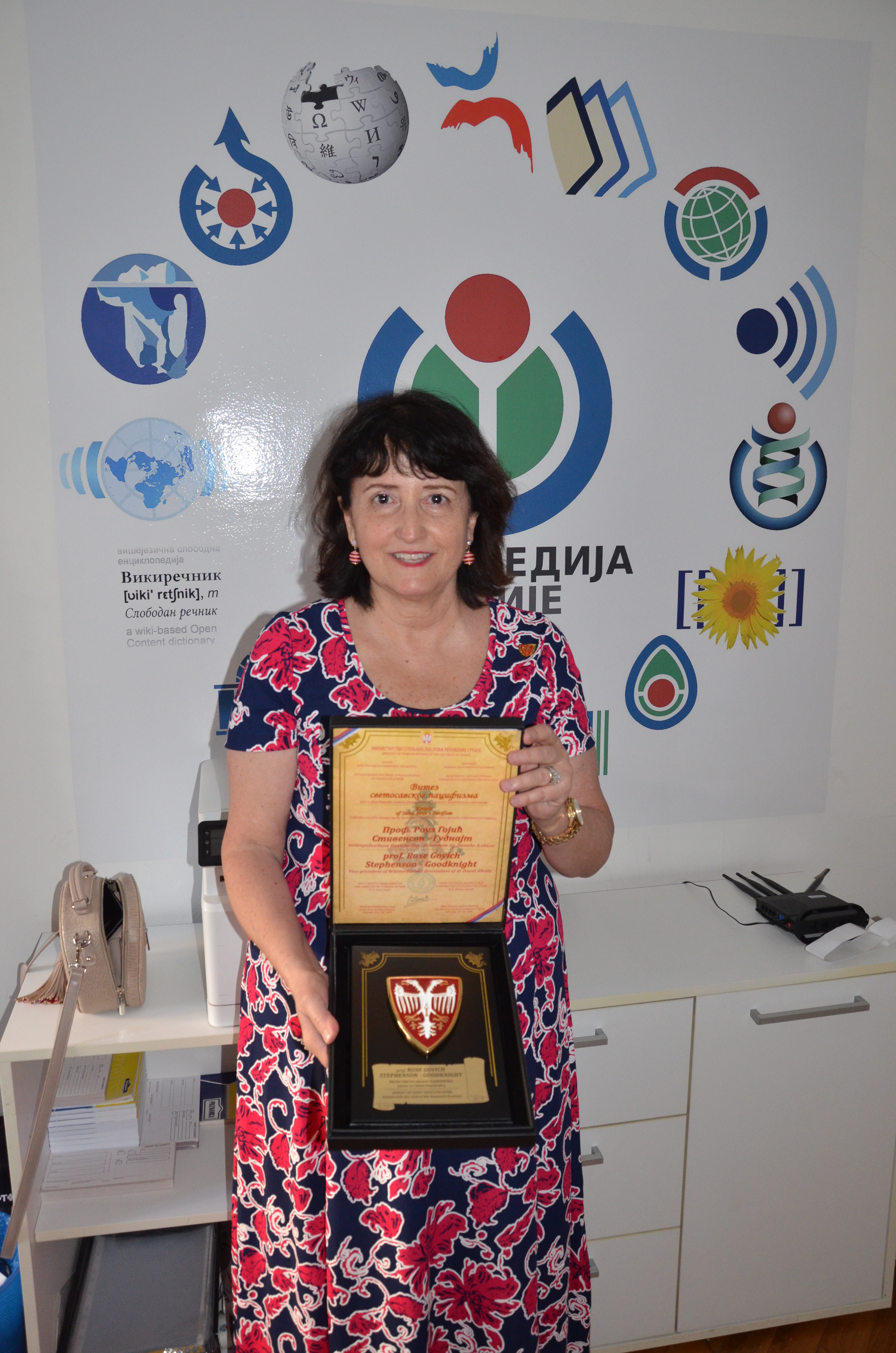
获圣萨瓦外交和平主义骑士团主义者“女士”头衔嘉奖，2018年5月

2017年12月14日，以色列驻塞尔维亚大使阿罗娜·费舍尔·卡姆（Alona Fisher-Kamm）主持塞尔维亚与以色列建交25周年活动，戈德奈特成为座上客。
2018年5月29日，斯蒂芬森-戈德奈特在表彰外界领域获高度认可人士的典礼上，从塞尔维亚副总理兼外交部长伊维察·达契奇手中获得圣萨瓦外交和平主义骑士团女士勋章。她因在维基百科上留存塞尔维亚“自第一次世界大战以来的历史”，特别是在保留塞维尔亚军官及她那担任犹太社群领袖的祖父大卫·阿尔巴拉的记忆获得表彰。

## 个人生活
斯蒂芬森-戈德奈特在拉斯维加斯担任一家医疗公司的企业管理，居住在当地和内华达城。